# Damflos
Damflos település Németországban, Rajna-vidék-Pfalz tartományban. Lakosainak száma 677 fő (2023. december 31.). Damflos Hermeskeil községgel határos.

## Népesség
A település népességének változása:
| Lakosok száma | 664  | 625  | 610  | 613  | 630  | 657  | 677  |
|               | 1975 | 2014 | 2017 | 2019 | 2021 | 2022 | 2023 |